# Concordia University

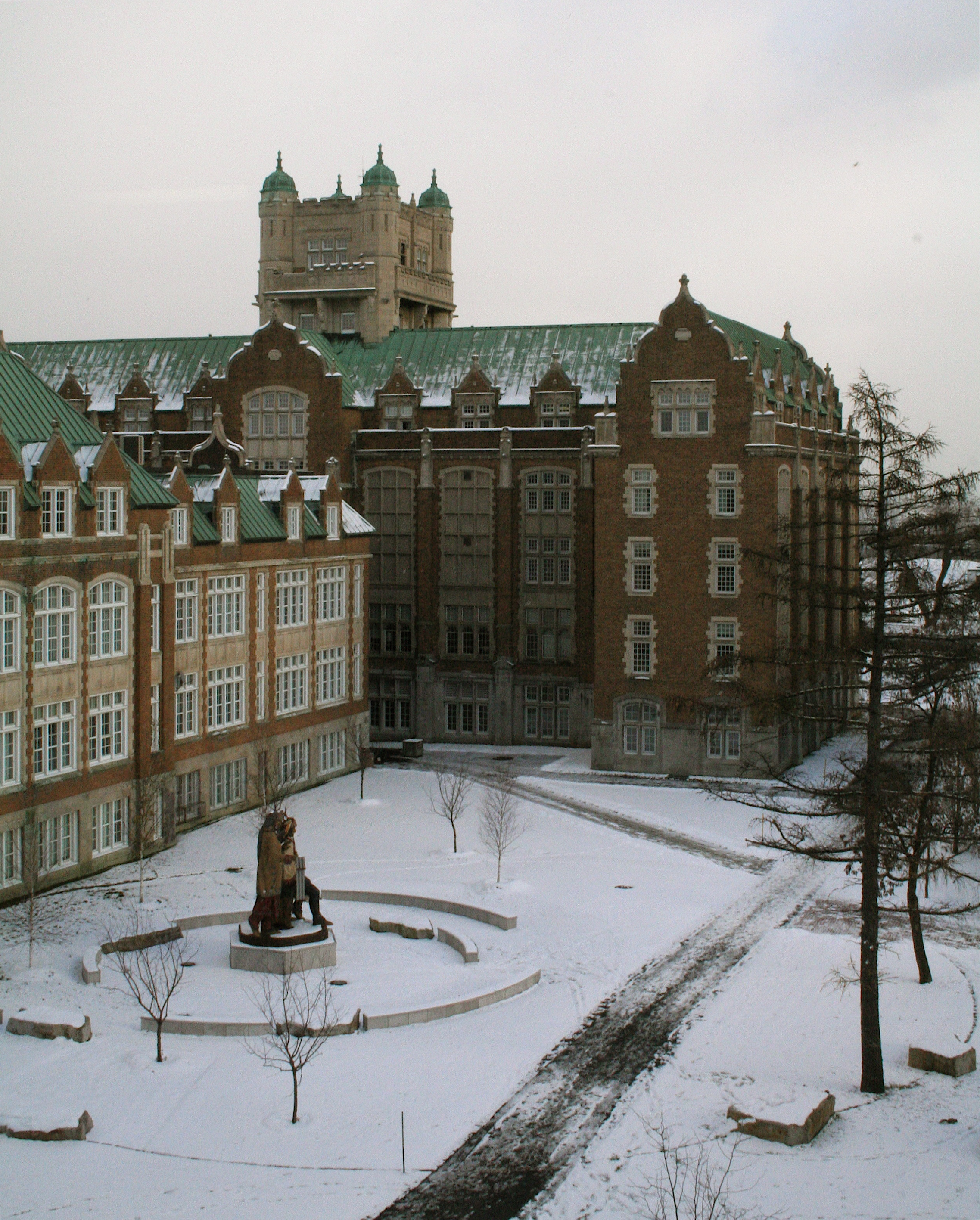
Concordia University, Loyola Campus

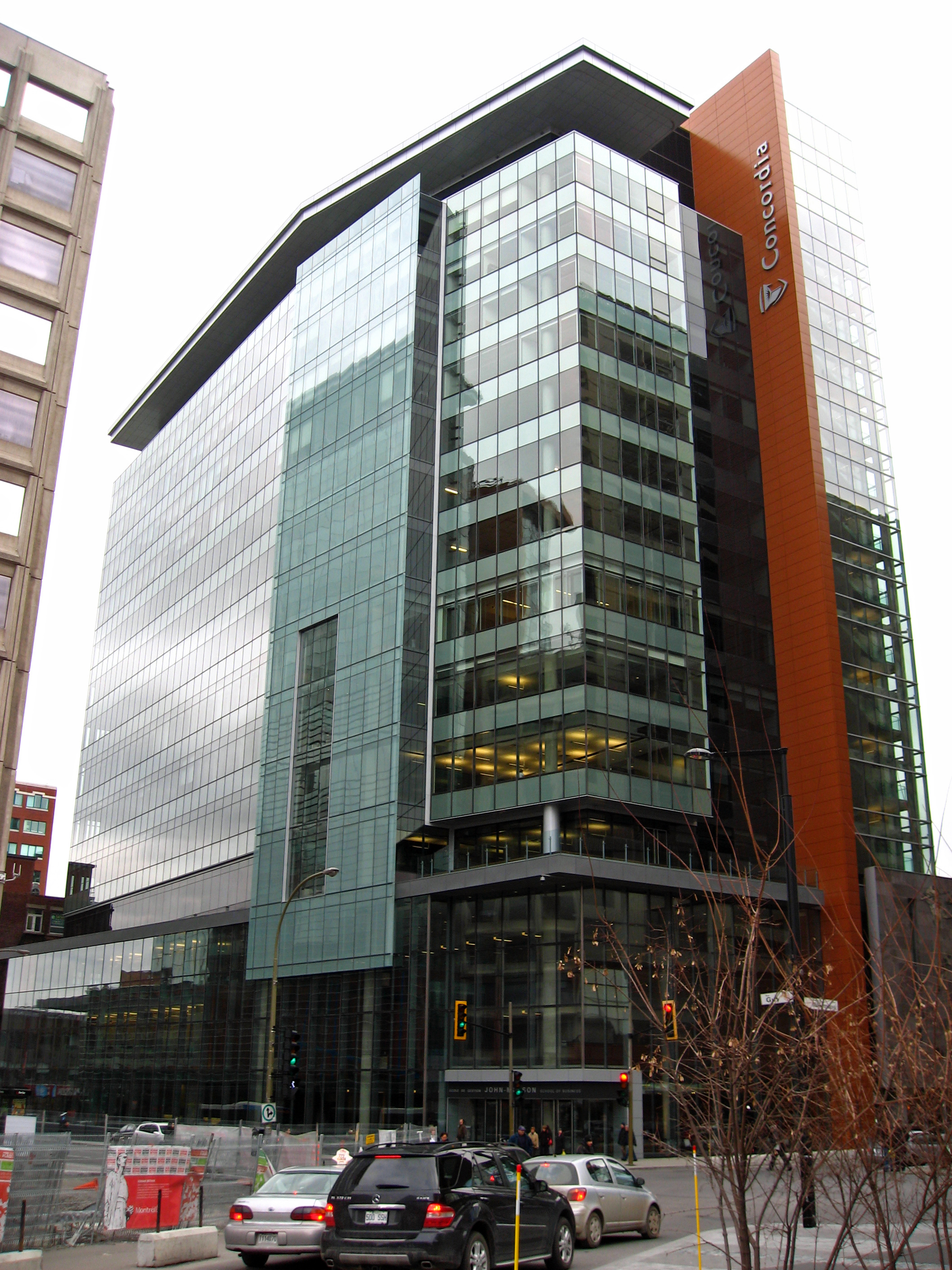
John Molson School of Business.

Concordia University är ett universitet i Montréal i Kanada. Det bildades 1974 genom en sammanslagning av Loyola College, grundat 1896, och Sir George Williams University, grundat 1926. Universitetet hade 1999 ungefär 24 000 studenter.
Concordia University placerade sig på 462:a plats 2020 i QS Universitetsvärldsrankning över världens bästa universitet.